# Allegri esploratori
Allegri esploratori (Mister Scoutmaster) è un film del 1953 diretto da Henry Levin.

## Trama
Una star televisiva sente che la sua stella è in declino perché è convinto di aver perso il feeling con il pubblico. Per staccarsi da tutto decide di diventare un capo scout e non solo la vita scout gli piace, ma un ragazzino prende ad affezionarsi a lui.

## Remake
Nel 1980 è stato prodotto un remake, Scout's Honor con Gary Coleman. Venne girato ancora una volta da Henry Levin, ultima opera del regista che morì sul finire della lavorazione. Il film gli venne poi dedicato alla memoria.